# Mieczysław Rakowski

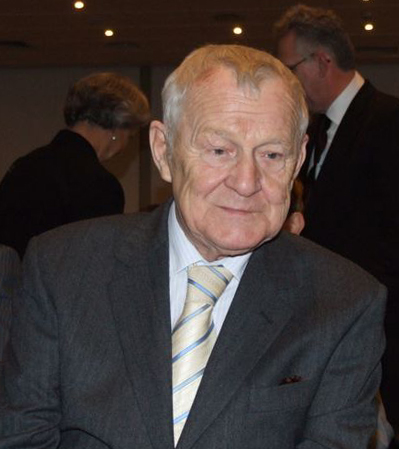
Mieczysław Rakowski

Mieczysław Franciszek Rakowski (Kowalewko, 1 december 1926 - Warschau, 8 november 2008) was een Pools journalist en politicus. Van 1988 tot 1989 was hij premier van Polen.
Rakowski werd in 1946 lid van de Poolse arbeiderspartij, sinds 1948  de Poolse Verenigde Arbeiderspartij (PZPR) geheten. In 1956 werd hij doctor in de geschiedenis en werd hij redacteur van het dagblad Po prostu. In de periode 1958 - 1982 was hij hoofdredacteur van Polityka, het meest invloedrijke weekblad van de Poolse intelligentsia. Hij verliet de journalistiek aan het begin van de jaren 80 en ging deel uitmaken van de regering van Wojciech Jaruzelski.
Eind jaren 80 werd Rakowski door president Jaruzelski benoemd tot eerste minister van de voorlaatste communistische regering. Hij bekleedde dit ambt van 27 september 1988 tot 1 augustus 1989. Op 21 juli 1989 werd hij benoemd tot eerste secretaris van de PZPR. Na een lang telefonisch gesprek met Sovjet-leider Michail Gorbatsjov op 21 augustus van dat jaar nam hij een aantal historische beslissingen: deelname van de communisten aan de regering van de niet-communistische en katholieke eerste minister Tadeusz Mazowiecki en ondersteuning van de regering met de 150 stemmen van de communistische parlementariërs.
Nadat de Volksrepubliek Polen (PRL) op 31 december 1989 ophield te bestaan, werd de PZPR op 24 januari 1990 opgeheven. Rakowski en een aantal andere oud-communisten richtten toen de Sociaaldemocratie van de Republiek Polen (SdRP) op, die spoedig bekend werd als de Alliantie van Democratisch Links. Rakowski werd vervolgens journalist bij de Gazeta Wyborcza. Tijdens de Poolse presidentsverkiezingen van 2005 steunde hij de kandidatuur van Włodzimierz Cimoszewicz, die zich uiteindelijk terugtrok. Mieczysław Rakowski overleed eind 2008 op 81-jarige leeftijd, na een lange strijd tegen kanker te hebben gevoerd.
Bolesław Bierut · Edward Ochab · Władysław Gomułka · Edward Gierek · Stanisław Kania · Wojciech Jaruzelski · Mieczysław Rakowski
- Bibliothèque nationale de France: cb12052576k (data)
- CiNii: DA01292761
- Gemeinsame Normdatei: 118747983
- International Standard Name Identifier: 0000 0001 2283 0169
- Library of Congress Control Number: n80137864
- Nationale Bibliotheek van Tsjechië: js2005269342
- Nationale bibliotheek van Australië: 35715244
- Nationale Bibliotheek van Israël: 987007278574505171
- Nederlandse Thesaurus van Auteursnamen: 072429356
- Istituto Centrale per il Catalogo Unico: IEIV037006
- Système universitaire de documentation: 028754956
- Trove: 1054711
- Virtual International Authority File: 93190291
- WorldCat: E39PBJmHD9f4cybtTcFFrtQTHC